# Escuela Superior de las Ciencias Económicas y Comerciales

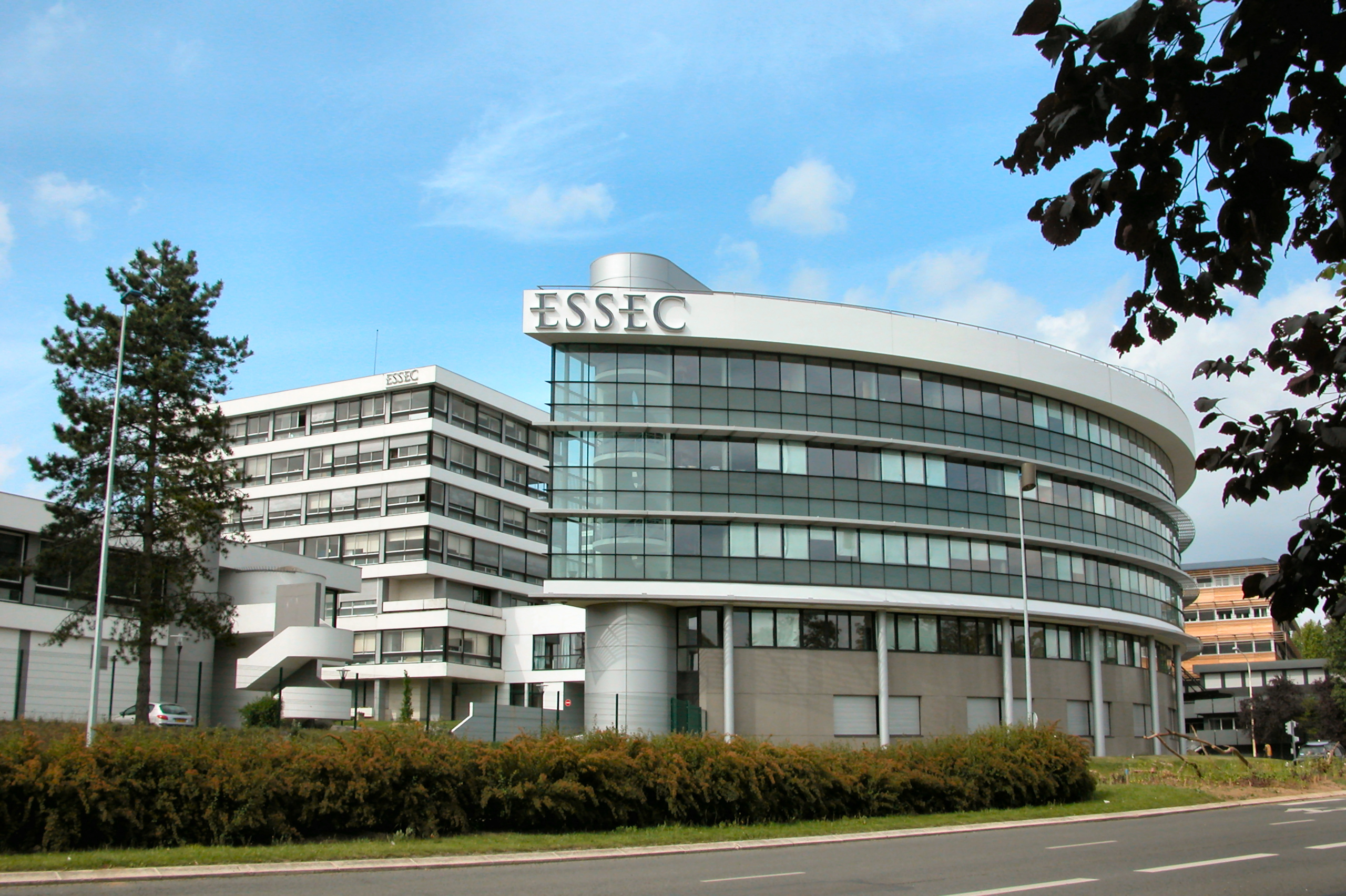
El campus de Cergy-Pontoise.

L'Ecole Supérieure des Sciences Economiques et Commerciales (más comúnmente ESSEC Business School o ESSEC) es una importante escuela de negocios y administración francesa, con estatus de asociación sin fines de lucro (ley de asociación de 1901) fundada en 1907 y cuyo campus principal se encuentra en Cergy. También tiene ubicaciones en La Défense, Rabat y Singapur, que se utilizan en particular para los programas ESSEC Global BBA y ESSEC Executive MBA. 
Fundada por jesuitas en respuesta a la creación de HEC París, permaneció independiente de cualquier cámara de comercio e industria durante mucho tiempo antes de pasar en 1981 al control de la de Versalles, que se convirtió en la CCI de París Île-de-France en 2013. Es miembro de CY Alliance, anteriormente Université Paris-Seine.
El grupo ESSEC ofrece numerosos cursos de formación en administración y gestión, en particular a través de su curso de clase post-preparatoria llamado "Grande École Program" que otorga el título de maestría. También imparte un "BBA" (Bachelor in Business Administration), maestrías especializadas (MS), una Maestría en Administración de Empresas (MBA) y doctorados.
Rival histórico de HEC Paris, y en menor medida de ESCP Business School, forma con esta última el grupo de los “tres parisinos”, que designa a las tres escuelas de negocios más prestigiosas de Francia. ESSEC también se cita regularmente entre las mejores escuelas de negocios de Francia y Europa.
Al igual que otras Grandes Ecoles francesas reconocidas por su selectividad, ESSEC se asocia regularmente con el elitismo y la tecnocracia, que han sido fuente de críticas desde su creación. Sin embargo, se ha destacado desde hace varios años por sus políticas de apertura social y la entronización de la enseñanza enfocada en la transición ecológica.

## Historia
En 1973 la escuela de negocios se mudó a su campus actual, ubicado en el suburbio parisino de Cergy-Pontoise. La ESSEC fue fundada en 1907 por los jesuitas del Instituto Católico de París. Desde 1975, la ESSEC lleva a cabo una escuela de negocios internacional. 

## Diplomas y acreditaciones
La EPSCI está reservada a los estudiantes que han completado el bachillerato. Este diploma tiene una duración de cuatro años. El diploma es una Maestría en Administración de Empresas, el título es reconocido cada año como el mejor en su categoría por la mayoría de las revistas francesas. El programa de Maestría en Administración de Empresas, está acreditado por la AACSB, la EQUIS, y desde el año 2017, por la Asociación de MBA.

## Ranking Internacionales
|                                                                   | 2016 | 2017 | 2018 | 2019 | 2020 |
| ----------------------------------------------------------------- | ---- | ---- | ---- | ---- | ---- |
| FT - European Business School                                     | 18th | 23rd | 8th  | 7th  | 6th  |
| Undergraduate - France                                            |      |      |      |      |      |
| Le Point - Classement des Bachelors (France)                      | 1st  | 1st  | 1st  | 1st  | 1st  |
| fr - Classement des Bachelors (France)                            | 1st  | 1st  | 1st  | 1st  | 1st  |
| Graduate - Worldwide                                              |      |      |      |      |      |
| FT - Master in Management (Worldwide)                             | 3rd  | 5th  | 4th  | 3rd  | 3rd  |
| FT - Master in Finance (Worldwide)                                | 7th  | 3rd  | 5th  | -    | 4th  |
| QS - Advanced Master Strategy & Mgt of Intal Business (Worldwide) | -    | 4th  | 4th  | 3rd  | 3rd  |
| QS - Master in Finance (Worldwide)                                | -    | 10th | 9th  | 6th  | 7th  |
| QS - Master in Data Sciences & Business Analytics (Worldwide)     | -    | -    | 4th  | 3rd  | 3rd  |
| QS - Global MBA (Worldwide)                                       | -    | 27th | 26th | 30th | 27th |
| Graduate - Asia                                                   |      |      |      |      |      |
| FT - Master in Management (Asia)                                  | 1st  | 1st  | 1st  | 1st  | 1st  |
| FT - Master in Finance (Asia)                                     | 1st  | 1st  | 1st  | -    | 1st  |
| QS - Global MBA (Asia)                                            | -    | -    | 2nd  | 1st  | 2nd  |
| Executive - Worldwide                                             |      |      |      |      |      |
| FT - Executive Education Open (Worldwide)                         | 18th | 24th | 23rd | 21st | 16th |
| FT - Executive Education Customised (Worldwide)                   | 15th | 17th | 12th | 5th  | 3rd  |
| FT - Executive MBA (Worldwide)                                    | 45th | 47th | 47th | 45th | 32th |
| The Economist - Executive MBA (Worldwide)                         | -    | -    | 17th |      |      |
| QS - Executive MBA (Worldwide)                                    | -    | 7th  | 10th | 10th |      |

- Datos: Q273642
- Multimedia: ESSEC / Q273642